# Methodistenkapelle (Böckingen)

Die Methodistenkapelle in Böckingen 1905

Die Methodistenkapelle war ein historischer Sakralbau, der im Jahre 1898 nach Entwürfen von Theodor Moosbrugger in der Seestraße 24 im heutigen Heilbronner Stadtteil Böckingen erbaut wurde. Die Kapelle wurde beim Luftangriff auf Heilbronn und Böckingen am 10. September 1944 zerstört.

## Geschichte

### Vorgeschichte
Zum ersten Mal gab es eine methodistische Evangelisationsveranstaltung im Böckinger Tanzsaal Zur Krone und im Adlersaal durch den Prediger Hans Jakob Breiter im Jahre 1856. 1865 zählte die Böckinger Methodistengemeinde 19 Mitglieder. Eines der Gemeindemitglieder, der Gärtner Heinrich Hofmann, stellte seine Privatwohnung für den Gottesdienst zur Verfügung. Daraufhin betreute ein Prediger aus Heilbronn die kleine Böckinger Methodistengemeinde und veranstaltete dort alle 14 Tage einen Gottesdienst. Die Gemeinde suchte sich später ein neues Domizil und zog in das Haus der Familie Volz am „Sträßchen“, danach in das Haus von Georg Reinhardt in der Heilbronner Straße (später Stedinger Straße). Georg Reinhardt, auch als Vater Reinhardt bekannt, gründete 1874 eine Sonntagsschule, die 1876 bereits 100 Kinder aufweisen konnte.

### Kapelle und Gemeinde
1898 wurde in der Seestraße die Methodistenkirche gebaut, wobei die Böckinger Kirche eine Filialkirche der Heilbronner Methodistenkirche war. Erst 1904 wurde eine zweite Pastorenstelle für Heilbronn in Böckingen geschaffen und die Böckinger erhielten ihren eigenen Pastor: Jakob Adam Krögel. 1908 wurde der Heilbronner Gemeindebezirk geteilt in Heilbronn (Frankenbach, Biberach, Großgartach, Schluchtern, Neckarsulm und Wimpfen mit 335 Mitgliedern) und den neugebildeten Gemeindebezirk Böckingen, zu dem Neckargartach, Sontheim, Horkheim und Obereisesheim mit 220 Mitgliedern gehörten. 1921 tagte der Gemeindekirchenrat des neuen Gemeindebezirks Böckingen. 1923 hatte die Böckinger Gemeinde 217 erwachsene Mitglieder und 200 Kinder. Am 10. September 1944 wurde die Kapelle bei einem Luftangriff auf Böckingen und Heilbronn zerstört. Als Ersatz errichtete die Gemeinde nach dem Krieg die Christuskirche, die am 4. Dezember 1949 eingeweiht wurde.

### Architektur
Moosbrugger verwendete fein reliefierte Portalgewände, gekuppelte Spitzbogenfenster sowie Dreipassfenster und ein Kreuz auf der Giebelspitze um das Gebäude als Sakralraum zu präsentieren:

„Moosbrugger legte am 31. Juli [1897] Kostenvoranschläge, Grundrisse und zwei Ansichten vor. Der sensible, nur 17 Meter lange Bau aus Backstein wirkte auf seiner breiten Seite fast wie ein Wohnhaus. Die schmale Ansichtsseite kennzeichnete der Architekt als Sakralraum: mit seinem fein reliefierten Portalgewände, gekuppelten Spitzbogenfenstern und einem darüber liegenden Dreipassfenster sowie einem Kreuz auf der Giebelspitze. Auf der gegenübenberliegenden Schmalseite stand ein kleiner 3/8 abschließender Chorraum.“